# Dolicol fosfat
El dolicol fosfat és un lípid que forma part de la família dels poliprenols, formats per diverses subunitats d'isoprens i caracteritzats per la presència d'una unitat final d'α -isoprè saturada. Aquesta molècula va ser descoberta per primera vegada a principis dels anys seixanta en cèl·lules eucariotes de teixits mamaris. En aquell moment es va observar que el dolicol estava format per unes 16 - 20 unitats d'isoprè en funció de l'espècie estudiada i que contenia dues unitats internes de trans-isoprè, amb cadenes intermèdies en conformació cis.
En aquell moment ja estava ben establert que derivats del dolicol, com el mono i el difosfat, participaven en la N-glicosilació de les proteïnes en el reticle endoplasmàtic rugós. No obstant, el mecanisme mitjançant el qual els glúcids eren transferits pels derivats del dolicol en la N-glicosilació de proteïnes encara no estava ben descrit.
El dolicol fosfat és un lípid transportador molt hidròfob que es troba inserit a la membrana del reticle endoplasmàtic (ER), essent essencial per la síntesi de N-glicans i proteïnes d'ancoratge GPI entre d'altres. La disponibilitat del dolicol fosfat a la cara citosòlica del REr (reticle endoplasmàtic rugós) regula la N-glicosilació, de manera que, en absència de dolicol no es podrà realitzar el procés de N-glicosilació de proteïnes del REr, resultant en trastorns congènits a l'organisme.

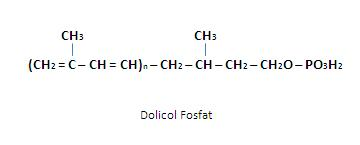
Estructura química del dolicol fosfat. Imatge creada amb Microsoft Word i Paint.

## Estructura
Els dolicols són compostos poliprenoides no vitamínics (el nostre organisme és capaç de sintetitzar-los normalment). Es tracta d'una família d'alcohols isoprenoides de cadena llarga (de C80 a C100), que es localitza a la membrana del reticle endoplasmàtic travessant-la de 4 a 5 vegades.
En l'estructura dels dolicols trobem entre 16 i 20 unitats d'isoprè. L'isoprè és el 2-metilbutadiè, una molècula molt versàtil, ja que presenta dos dobles enllaços conjugats. Això permet que la ruptura d'un d'ells formi un radical bivalent, és a dir, una espècie reactiva amb dos electrons lliures, un a cada extrem, que pot unir-se a altres unitats. El dolicol està format concretament per un isoprè saturat en α (a la posició més pròxima a l'alcohol terminal), els tres últims residus d'isoprens amb insaturació en trans- i tots els intermedis en cis-, apareixent normalment en forma d'èster fosfòric o dolicol fosfat, quan el grup hidroxil del carboni terminal s'uneix a un grup fosfat.

## Síntesi del dolicol
És un producte de la ruta del mevalonat (ruta de reducció de la HMG-CoA). Aquesta ruta produeix pirofosfat de dimetilal·lil (DMAPP) i pirofosfat d'isopentil (IPP) a partir d'acetil coenzim A. Aquests components són la base de la síntesi del dolicol i altres molècules, com esterols i ubiquinones. Per tant, la seva creació està afectada pels inhibidors del mevalonat. Alguns exemples són les estatines, utilitzades per reduir els nivells de colesterol i el bifosfonat, utilitzat per al tractament de malalties de degeneració de l'os.

## Funció del dolicol fosfat en la N-glicosilació

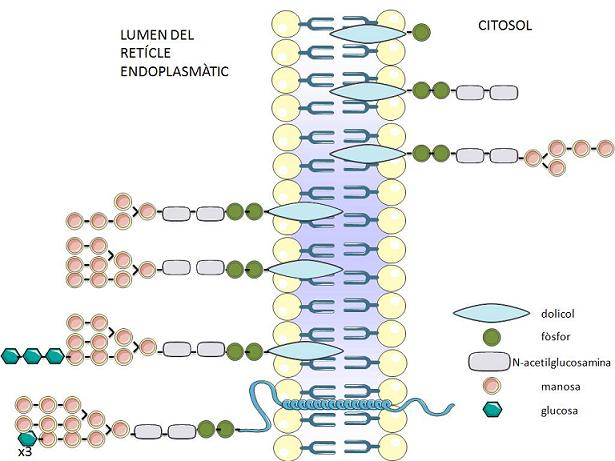
Formació de N-oligosacàrids. Imatge creada amb Medical Art.

La funció biològica del dolicol fosfat consisteix a servir de base o ancoratge per a la síntesi d'oligosacàrids N-lligats a les proteïnes de membrana. Per dur a terme aquesta paper, el dolicol compleix dues funcions bàsiques.
- En primer lloc, rep un residu de N-acetilglucosamina a partir del donador fisiològic, UDP-GlcNAc, en una reacció que és inhibida per l'antibiòtic tunicamicina. Posteriorment rep un altre residu de GlcNAc, i cinc residus de manosa.
- Quan arriba aquest punt, el dolicol actua permetent la translocació de l'oligosacàrid cap al llum del reticle endoplasmàtic (en un moviment flip-flop a través de la membrana). Al llum del reticle, l'oligosacàrid rep les quatre manoses i tres glucoses que completaran l'estructura de l'oligosacàrid N-lligat.
- A una altra reacció enzimàtica posterior, l'oligosacàrid és transferit al grup amida d'un residu d'asparagina en les proteïnes de membrana.[3]

En primer lloc, cal tenir present que una de les principals funcions biosintètiques del reticle endoplasmàtic és l'addició covalent de glúcids, més cocnretament monosacàrids, a les proteïnes. La majoria de proteïnes solubles i unides a la membrana que són fabricades al llum del reticle endoplasmàtic són glicoproteïnes. El procés de formació d'aquestes glicoproteïnes s'anomena glicosilació proteica, és bastant complex i inicialment es duu a terme al llum del reticle endoplasmàtic i posteriorment a l'aparell de Golgi on es produeix la modificació glucídica i l'addició d'altres glucíds més complexos com ara els N-acetilglucosaminoglicans. La majoria de glicoproteïnes estan formades per N-oligosacàrids. Menys freqüentment, aquests són O-oligosacàrids, formats a l'Aparell de Golgi per mecanismes que encara no són totalment coneguts. La diferència significativa entre aquests dos tipus d'oligosacàrids ve donada per l'enllaç mitjançant el qual s'uneixen a un residu d'aminoàcid completament diferent. Els O-oligosacàrids es troben units al grup hidroxil de la cadena lateral d'un residu de l'aminoàcid serina, treonina o bé hidroxilisina. Però, el dolicol fosfat només intervé en els processos de formació de les N-glicoproteïnes. Aquest lípid transportador es localitza a la superfície del reticle endoplasmàtic i serveix com a receptor de la N-acetilglucosamina.
En el primer pas del procés de la N-glicosilació un oligosacàrid s'uneix al dolicol fosfat. Aquest oligosacàrid acabarà estant format per 14 residus de monosacàrids: 9 manoses, 3 glucoses i 2 N-acetilglucosamines. Per tal d'obtenir aquest oligosacàrid, té lloc una glucosilació seqüencial i la formació d'un (Man)5 (GlcNac)2-pirofosforil-dolicol ramificat al costat citosòlic de la membrana. L'oligosacàrid es construeix monosacàrid a monosacàrid, sobre aquesta molècula de lípid unit a la membrana abans de ser transferit a una proteïna. Els sucres s'activen inicialment en el citosol mitjançant la formació d'intermediaris sucre-nucleòtids, que cedeixen el seu sucre al lípid, seguint una seqüència ordenada. Un cop s'incorpora el lípid intermediari (Man)5 (GlcNac)2 té lloc la seva translocació des de la cara citosòlica a la luminal de la membrana del reticle endoplasmàtic, moviment propi dels fosfolípids de membrana conegut com a flip-flop. Després de la reorientació d'aquest intermediari cap a la superfície de la llum de la membrana del reticle endoplasmàtic, s'afegeixen seqüencialment 5 residus de manoses i 3 glucoses addicionals al lípid intermediari unit al dolicol. En aquest moment passa a ser anomenat dolicil fosfat.
Tot i així, encara no s'ha determinat com el dolicol fosfat és capaç d'induir aquest moviment de translocació d'una monocapa a l'altra de la membrana. Per estudis in vitro s'ha pogut comprovar que el dolicol fosfat, el qual té una longitud superior a l'amplada de la bicapa lipídica, desestabilitza la bicapa per donar transitòriament estructures desordenades.
La unió entre el dolicol i l'oligosacàrid es fa mitjançant un enllaç fosfat d'alta energia que proporciona l'energia d'activació necessària per la transferència de l'oligosacàrid a la proteïna Aquesta transferència es fa des del transportador dolicol a un residu d'asparagina del polipèptid mentre aquest va sorgint de la llum del reticle endoplasmàtic. L'asparagina receptora de l'oligosacàrid ha de formar part d'una seqüència Asn-X-Sero Asn-X-Thr (X pot ser qualsevol aminoàcid diferent a la prolina). Com que aquest oligosacàrid sempre es transfereix al grup NH2 de la cadena lateral del residu d'asparagina, se’l denomina N-oligosacàrid. El procés de transferència de l'oligosacàrid a l'asparagina es fa en bloc, tot d'una vegada i és una reacció catalitzada per l'enzim transferasa. Hi ha una còpia d'aquest enzim a cada un dels translocadors de proteïnes de la membrana del reticle endoplasmàtic. Per tant, la N-glicosilació és co-traduccional, és a dir, té lloc a mesura que la proteïna va sent sintetitzada, i pot afectar el plegament de la proteïna.

Intervenció del dolicol fosfat en la N-glicosilació. Imatge creada amb Medical Art.

## Presència en bacteris
Els dolicols es troben en cèl·lules eucariotes. En canvi, en altres organismes, com és el cas dels bacteris, hi ha poliprenols similars. Aquests poliprenols no tenen isoprenoides α-saturats i són més petits pel que fa a la longitud de la cadena de carbonis i nombre de subunitats d'isoprè.
En els bacteris, aquests poliprenols fan funcions similars a les del dolicol, ja que són lípids portadors d'oligosacàrids complexes i ramificats. Tot i així, no estan implicats en la glicosilació, sinó que participen en la biosíntesi de la membrana cel·lular.

## Trastorns derivats d'alteracions del dolicol fosfat
Una de les conseqüències de l'absència del dolicol fosfat a l'organisme humà, ja sigui deguda a defectes en la seva síntesi o bé en el reciclatge, implica l'aparició de trastorns en la glicosilació de proteïnes, denominats trastorns congènits de la glicosilació (CDG).
Hi ha diversos trastorns que afecten la glicosilació de les proteïnes en els éssers humans causats per alteracions en la síntesi o reciclatge del dolicol fosfat, però actualment, només n'hi ha un de descrit, la deficiència de dolicol cinasa. En els CDG, la dolicol cinasa, enzim que catalitza el pas final de la síntesi del dolicol-fosfat, es veu greument afectat a causa d'una alteració en el gen que la codifica. Això fa impossible la correcta síntesi del dolicol fosfat, i resulta en un fenotip anormal que implica la mort en la primera infància.
L'any 1980 es va informar del primer cas de trastorn congènit de la glicosilació proteica, i des de llavors s'han descrit aproximadament uns 35 trastorns més, que es poden dividir en dos grups. El primer grup engloba els que afecten a la glicosilació proteica tipus N-, i el segon grup, els que afecten a la glicosilació tipus O-. En el cas d'alteracions en el dolicol fosfat parlaríem d'algunes de les deficiències que pertanyen al primer grup de la glicosilació tipus N-.
S'estima que més de la meitat de les proteïnes humanes estan glicosilades. Aquesta dada permet comprendre la complexitat dels quadres multisistèmics dels pacients que pateixen trastorns congènits de la glicosilació. Degut a la gran importància de la glicosilació proteica pel bon funcionament de tots els teixits, els trastorns que l'afecten condueixen a malalties amb una morbiditat i mortalitat molt elevades. Alguns quadres clínics d'aquests trastorns congènits són el retard psicomotor i del desenvolupament, les convulsions, la hipotonia, l'estrabisme, retinopaties, hipoplàsia cerebel·losa, coagulopatia i microcefàlia entre d'altres. Aquest tipus de trastorns tenen gran rellevància a l'àmbit de pediatria degut a la seva naturalesa congènita i la importància de la seva detecció primerenca.

## Paper a l'envelliment
S'ha observat que la quantitat de dolicol present a les cèl·lules humanes augmenta amb l'edat, a la vegada que es redueix la concentració d'ubiquinona i dolicol fosfat. Tanmateix, en el cas de persones que presenten la malaltia neurodegenerativa de l'Alzheimer, la situació és la contrària, ja que els nivells de dolicol disminueixen i la concentració de dolicol fosfat i d'ubiquinona augmenta. Aquest és un dels indicadors que fa pensar que la malaltia d'Alzheimer no és una causa de l'envelliment prematur, ja que els passa a les persones amb aquesta malaltia és justament el contrari del que produeix l'envelliment.
Es creu que l'increment de dolicil fosfat és causat per l'augment de la glicosilació en els cervells dels malalts, ja que aquest lípid és el que està enllaçat al sucre moments abans de ser transferit a la proteïna. L'augment d'ubiquinona s'explica com un intent de protegir el cervell de l'estrès oxidatiu degut a la peroxidació de lípids.